# Meitantei Conan: Tokei Jikake no Matenrō
Meitantei Conan: Tokei Jikake no Matenrō (名探偵コナン 時計じかけの摩天楼) ou (Brasil: Detetive Conan ) é um filme japonês de mistério, aventura e romance baseado no anime Detective Conan. No Japão, a estreia do filme ocorreu no dia 19 de abril de 1997. 
No Brasil o filme chegou através de DVD pela Flashstar Home Vídeo em 16 de julho de 2008. 

## Enredo
Alguns dias após comemorar seu aniversário em uma festa oferecida pelo professor Leo Joel, Conan Edogawa recebe um telefonema anônimo e é desafiado a encontrar diversas bombas espalhadas em Tóquio. Em sua frenética busca, ele descobre que o terrorista lunático é, na verdade, o professor. Leo Joel foi um famoso arquiteto, mas que decidiu destruir suas próprias criações porque não consegue aceitar defeitos em sua obra.
Sem saber de nada, Ran Mouri, uma amiga que tinha convidado Conan para sair, aguarda por ele no cinema quando uma explosão a aprisiona dentro do prédio. Além do caminho até Ran estar bloqueado, há outra bomba prestes a explodir fora do alcance de Conan. A única esperança é que ele consiga orientar a garota para desativar o artefato. O último fio a ser cortado será decidido por ela: vermelho ou azul? Segundo seu horóscopo, azul é cor do dia, mas vermelho sempre lhe trouxe sorte.

## Música
A música usada na versão original como tema de encerramento é "Happy Birthday" ("Feliz Aniversário"), interpretada por Kyoko.
Os temas da música de fundo foram compostas por Katsuo Ono, e seriam utilizadas na série original a partir do ano 1998.